# Palmadusta ziczac
Palmadusta ziczac – gatunek porcelanki. Osiąga od 8 do 26 mm, przeciętny okaz mierzy około 15–18 mm. Mimo niewielkich rozmiarów jest to ślimak, którego muszla cieszy się ogromnym powodzeniem wśród kolekcjonerów – a wszystko za sprawą misternego wzoru muszli – zygzaków, od których gatunek ten wziął nazwę.
Jak wszystkie porcelanki z rodzaju Palmadusta porcelanka zygzakowata ma pięknie wybarwioną spodnią część muszli – jest ona koloru ciemnokremowego lub pomarańczowego, brązowo nakrapiana, z dość wyraźnymi „zębami”.

## Występowanie
Tereny, na których występuje Palmadusta ziczac to środkowa część rejonu indopacyficznego, od Indii po zachodnią część Oceanu Spokojnego.